# (35476) 1998 EN10
1998 EN10 (asteroide 35476) é um asteroide da cintura principal. Possui uma excentricidade de 0.05539160 e uma inclinação de 4.98272º.
Este asteroide foi descoberto no dia 1 de março de 1998 por Eric Walter Elst em La Silla.